# Episodi di Dragnet (serie televisiva 1951) (ottava stagione)
L'ottava stagione della serie televisiva Dragnet è andata in onda negli Stati Uniti dal 23 settembre 1958 al 23 agosto 1959 sulla NBC.
| nº | Titolo originale     | Prima TV USA      |
| -- | -------------------- | ----------------- |
| 1  | The Big Beating      | 23 settembre 1958 |
| 2  | The Big Sweet Annie  | 30 settembre 1958 |
| 3  | The Big Star         | 7 ottobre 1958    |
| 4  | The Big Oskar        | 14 ottobre 1958   |
| 5  | The Big Little Boy   | 21 ottobre 1958   |
| 6  | The Big Voice        | 28 ottobre 1958   |
| 7  | The Big Juke Box     | 4 novembre 1958   |
| 8  | The Big Doll         | 11 novembre 1958  |
| 9  | The Big Border       | 18 novembre 1958  |
| 10 | The Big Nazi         | 25 novembre 1958  |
| 11 | The Big Hot Rod      | 2 dicembre 1958   |
| 12 | The Big Green Monkey | 9 dicembre 1958   |
| 13 | The Big Hype         | 16 dicembre 1958  |
| 14 | The Big Maria        | 23 dicembre 1958  |
| 15 | The Big Donation     | 30 dicembre 1958  |
| 16 | The Big Malcolm      | 6 gennaio 1959    |
| 17 | The Big Smart Girl   | 13 gennaio 1959   |
| 18 | The Big Doctor       | 20 gennaio 1959   |
| 19 | The Big Signet       | 27 gennaio 1959   |
| 20 | The Big Accident     | 3 febbraio 1959   |
| 21 | The Big Mail         | 10 febbraio 1959  |
| 22 | The Big Roll         | 17 febbraio 1959  |
| 23 | The Big Thirteen     | 24 febbraio 1959  |
| 24 | The Big Sour         | 10 marzo 1959     |
| 25 | The Big Starlet      | 17 marzo 1959     |
| 26 | The Big Holdup       | 24 marzo 1959     |
| 27 | The Big Name         | 31 marzo 1959     |
| 28 | The Big Couple       | 7 aprile 1959     |
| 29 | The Big Squeeze      | 14 aprile 1959    |
| 30 | The Big Picture      | 21 aprile 1959    |
| 31 | The Big Carnation    | 28 aprile 1959    |
| 32 | The Big Operator     | 7 luglio 1959     |
| 33 | The Big Bray         | 12 luglio 1959    |
| 34 | The Big Infant       | 19 luglio 1959    |
| 35 | The Big Appetite     | 26 luglio 1959    |
| 36 | The Big .38          | 2 agosto 1959     |
| 37 | The Big Byron        | 9 agosto 1959     |
| 38 | The Big Counterfeit  | 16 agosto 1959    |
| 39 | The Big Red          | 23 agosto 1959    |

## The Big Beating
- Diretto da:
- Scritto da:

### Trama
- Interpreti: Jack Webb (sergente Joe Friday), Marvin Bryan, Georgia Ellis, Louise Lorimer, Paul Maxwell, Steve Mitchell, John Truax, George Fenneman (annunciatore in apertura), Hal Gibney (annunciatore in chiusura)

## The Big Sweet Annie
- Diretto da:
- Scritto da:

### Trama
- Interpreti: Jack Webb (sergente Joe Friday), Jeanette Nolan, Olan Soule (Ray Pinker), George Fenneman (annunciatore in apertura), Hal Gibney (annunciatore in chiusura)

## The Big Star
- Diretto da:
- Scritto da:

### Trama
- Interpreti: Jack Webb (sergente Joe Friday), Ruth Batchelor, Douglas Deems, Sam Gilman, Kip King, Charlotte Knight, Laura Mason, Barbara Nichols, Vince Williams, George Fenneman (annunciatore in apertura), Hal Gibney (annunciatore in chiusura)

## The Big Oskar
- Diretto da:
- Scritto da:

### Trama
- Interpreti: Fay Roope (Oskar Hovejg), Amzie Strickland (Elma Face), Jack Webb (sergente Joe Friday), Ben Alexander (ufficiale Frank Smith), George Fenneman (annunciatore in apertura), Hal Gibney (annunciatore in chiusura)

## The Big Little Boy
- Diretto da:
- Scritto da:

### Trama
- Interpreti: Jack Webb (sergente Joe Friday), Ron McNeil, Sammy Ogg, Alfred Shelly, Ruth Swanson, Jeane Wood, George Fenneman (annunciatore in apertura), Hal Gibney (annunciatore in chiusura)

## The Big Voice
- Diretto da:
- Scritto da:

### Trama
- Interpreti: Jack Webb (sergente Joe Friday), Stephen Ellsworth, Ron Gans, Jack Lambert, Stuart Wade, George Fenneman (annunciatore in apertura), Hal Gibney (annunciatore in chiusura)

## The Big Juke Box
- Diretto da:
- Scritto da:

### Trama
- Interpreti: Jack Webb (sergente Joe Friday), Dan Barton, Edmund Cobb, Don C. Harvey, Robert Hinkle, Warren Parker, Gene Roth, Joe Turkel, Dick Whittinghill, George Fenneman (annunciatore in apertura), Hal Gibney (annunciatore in chiusura)

## The Big Doll
- Diretto da:
- Scritto da:

### Trama
- Interpreti: Jack Webb (sergente Joe Friday), Robert Bice, Sue George, Dorothy Neumann, George Fenneman (annunciatore in apertura), Hal Gibney (annunciatore in chiusura)

## The Big Border
- Diretto da:
- Scritto da:

### Trama
- Interpreti: Jack Webb (sergente Joe Friday), John A. Alonzo, Richard Emory, Frank Evans, Abel Franco, Theodore Marcuse, Shirley Mitchell, George Fenneman (annunciatore in apertura), Hal Gibney (annunciatore in chiusura)

## The Big Nazi
- Diretto da:
- Scritto da:

### Trama
- Interpreti: Jack Webb (sergente Joe Friday), Joseph Forte, Helen Kleeb, Peter Miles, Sammy Ogg, Eugene Persson, George Fenneman (annunciatore in apertura), Hal Gibney (annunciatore in chiusura)

## The Big Hot Rod
- Diretto da:
- Scritto da:

### Trama
- Interpreti: Jack Webb (sergente Joe Friday), Patrick Clément, Domenick Delgarde, Harry Harvey Jr., John Nolan, John Sebastian, Sally Todd, Tom Wade, George Fenneman (annunciatore in apertura), Hal Gibney (annunciatore in chiusura)

## The Big Green Monkey
- Diretto da:
- Scritto da:

### Trama
- Interpreti: Jack Webb (sergente Joe Friday), Ben Frommer, James Hong, John Kelley, Carlos de la Rivera, Mark Scott, Russ Whitney, George Fenneman (annunciatore in apertura), Hal Gibney (annunciatore in chiusura)

## The Big Hype
- Diretto da:
- Scritto da:

### Trama
- Interpreti: Jack Webb (sergente Joe Friday), Grace Albertson, Jim Bridges, Buddy Lester, Harrison Lewis, Peter Miles, George Fenneman (annunciatore in apertura), Hal Gibney (annunciatore in chiusura)

## The Big Maria
- Diretto da:
- Scritto da:

### Trama
- Interpreti: Jack Webb (sergente Joe Friday), George Brand, William E. Green, Buddy Lewis (Frank Tolan), Joe Lo Presti, Ralph Manza, Melinda Markey, Michael Morgan, Henry Randolf, Joe Scudero, Olan Soule (Ray Pinker), George Fenneman (annunciatore in apertura), Hal Gibney (annunciatore in chiusura)

## The Big Donation
- Diretto da:
- Scritto da:

### Trama
- Interpreti: Jack Webb (sergente Joe Friday), Phil Arnold, Marshall Kent, Ben Morris, Helen Spring, Martha Wentworth, George Fenneman (annunciatore in apertura), Hal Gibney (annunciatore in chiusura)

## The Big Malcolm
- Diretto da:
- Scritto da:

### Trama
- Interpreti: Jack Webb (sergente Joe Friday), Thom Carney, Joe Conley, Sid Melton, Alfred Shelly, Carl von Schiller, Ben Welden, George Fenneman (annunciatore in apertura), Hal Gibney (annunciatore in chiusura)

## The Big Smart Girl
- Diretto da:
- Scritto da:

### Trama
- Interpreti: Jack Webb (sergente Joe Friday), Milt Hamerman, Lili Kardell, Jay Lawrence, Ed Prentiss, Sally Todd, George Fenneman (annunciatore in apertura), Hal Gibney (annunciatore in chiusura)

## The Big Doctor
- Diretto da:
- Scritto da:

### Trama
- Interpreti: Jack Webb (sergente Joe Friday), Robert Clarke, Joseph Mell, Robin Morse, George Fenneman (annunciatore in apertura), Hal Gibney (annunciatore in chiusura)

## The Big Signet
- Diretto da:
- Scritto da:

### Trama
- Interpreti: Jack Webb (sergente Joe Friday), Julian Burton, Tom Fransden, John Patrick, Lillian Powell, Dan Sturkie, George Fenneman (annunciatore in apertura), Hal Gibney (annunciatore in chiusura)

## The Big Accident
- Diretto da:
- Scritto da:

### Trama
- Interpreti: Jack Webb (sergente Joe Friday), Sam Gilman, Harry Hickox, Ian Keith, Marshall Kent, Bob Kline, Bill Richmond, George Fenneman (annunciatore in apertura), Hal Gibney (annunciatore in chiusura)

## The Big Mail
- Diretto da:
- Scritto da:

### Trama
- Interpreti: Jack Webb (sergente Joe Friday), Thom Carney, Shirley Falls, Jim Hayward, Jerry Lawrence, Don Warren, George Fenneman (annunciatore in apertura), Hal Gibney (annunciatore in chiusura)

## The Big Roll
- Diretto da:
- Scritto da:

### Trama
- Interpreti: Jack Webb (sergente Joe Friday), David Alpert, Robert Christopher, Craig Duncan, Bill Idelson, Mary Patton, George Fenneman (annunciatore in apertura), Hal Gibney (annunciatore in chiusura)

## The Big Thirteen
- Diretto da:
- Scritto da:

### Trama
- Interpreti: Jack Webb (sergente Joe Friday), Lilyan Chauvin, Robert Crawford Jr., Ralph Moody, Roger Til, George Fenneman (annunciatore in apertura), Hal Gibney (annunciatore in chiusura)

## The Big Sour
- Diretto da:
- Scritto da:

### Trama
- Interpreti: Jack Webb (sergente Joe Friday), Helen Brown, Sidney Clute, Gil Frye, Effie Laird, Monty Margetts, Sammy Ogg, George Fenneman (annunciatore in apertura), Hal Gibney (annunciatore in chiusura)

## The Big Starlet
- Diretto da:
- Scritto da:

### Trama
- Interpreti: Jack Webb (sergente Joe Friday), Norma Eberhardt, Kathryn McGuire, Barbara Bell Wright, George Fenneman (annunciatore in apertura), Hal Gibney (annunciatore in chiusura)

## The Big Holdup
- Diretto da:
- Scritto da:

### Trama
- Interpreti: Jack Webb (sergente Joe Friday), Frank Evans, Shirley Falls, Paul Hahn, Arthur Marshall, Mildred von Hollen, George Fenneman (annunciatore in apertura), Hal Gibney (annunciatore in chiusura)

## The Big Name
- Diretto da:
- Scritto da:

### Trama
- Interpreti: Jack Webb (sergente Joe Friday), Robert Griffin, Celia Lovsky, Leonard Nimoy (Karlo Rozwadowski), Olan Soule (Ray Pinker), George Fenneman (annunciatore in apertura), Hal Gibney (annunciatore in chiusura)

## The Big Couple
- Diretto da:
- Scritto da:

### Trama
- Interpreti: Jack Webb (sergente Joe Friday), Chris Drake, Harry Hickox, Donald Kirke, Mary Patton, Vance Skarstedt, Gisele Verlaine, Carl von Schiller, Mack Williams, George Fenneman (annunciatore in apertura), Hal Gibney (annunciatore in chiusura)

## The Big Squeeze
- Diretto da:
- Scritto da:

### Trama
- Interpreti: Jack Webb (sergente Joe Friday), David Alpert, Frank Evans, Paul Grant, Bert Holland, Pat Mowry, Kathleen O'Malley, William Tracy, George Fenneman (annunciatore in apertura), Hal Gibney (annunciatore in chiusura)

## The Big Picture
- Diretto da:
- Scritto da:

### Trama
- Interpreti: Jack Webb (sergente Joe Friday), Art Balinger (capitano Glavas), Richard Benedict, Suzanne Ellers, Anthony Lawrence, James Stone, Yvette Vickers (Joyce Faller), George Fenneman (annunciatore in apertura), Hal Gibney (annunciatore in chiusura)

## The Big Carnation
- Diretto da:
- Scritto da:

### Trama
- Interpreti: Jack Webb (sergente Joe Friday), Stephen Ellsworth, Darlene Fields, Donald Foster, Arlene Harris, Ben Morris, Benny Rubin, George Fenneman (annunciatore in apertura), Hal Gibney (annunciatore in chiusura)

## The Big Operator
- Diretto da:
- Scritto da:

### Trama
- Interpreti: Jack Webb (sergente Joe Friday), Harry Harvey, Stafford Repp, Jack Richardson, Olan Soule (Ray Pinker), Nancy Valentine, George Fenneman (annunciatore in apertura), Hal Gibney (annunciatore in chiusura)

## The Big Bray
- Diretto da:
- Scritto da:

### Trama
- Interpreti: Jack Webb (sergente Joe Friday), Sidney Clute, William Flaherty, Helen Jay, Dudley Manlove, Ralph Manza, Herb Vigran, Jack Wagner, George Fenneman (annunciatore in apertura), Hal Gibney (annunciatore in chiusura)

## The Big Infant
- Diretto da:
- Scritto da:

### Trama
- Interpreti: Jack Webb (sergente Joe Friday), Julie Bennett, Virginia Carroll, Martin Dean, Anne Diamond, Dick Geary, Gretchen Kanne (Clarice Porter), Jimmy Ogg, Syd Saylor, George Fenneman (annunciatore in apertura), Hal Gibney (annunciatore in chiusura)

## The Big Appetite
- Diretto da:
- Scritto da:

### Trama
- Interpreti: Jack Webb (sergente Joe Friday), Raymond Greenleaf, Lillian Powell, Ralph Smiley, Roger Til, George Fenneman (annunciatore in apertura), Hal Gibney (annunciatore in chiusura)

## The Big .38
- Diretto da:
- Scritto da:

### Trama
- Interpreti: Jack Webb (sergente Joe Friday), Art Balinger (capitano Glavas), Gloria Eaton, Georgia Ellis, Jack Kruschen, Paul Mantee, Monty Margetts, George Fenneman (annunciatore in apertura), Hal Gibney (annunciatore in chiusura)

## The Big Byron
- Diretto da:
- Scritto da:

### Trama
- Interpreti: Jack Webb (sergente Joe Friday), Mary Lawrence, Jennifer Lea, Dennis McCarthy, Tracey Roberts, George Fenneman (annunciatore in apertura), Hal Gibney (annunciatore in chiusura)

## The Big Counterfeit
- Diretto da:
- Scritto da:

### Trama
- Interpreti: Joby Baker (Bob Tepps), James Douglas (Jay Wade Macken), Nancy Valentine (Elsie Macken), Tom Daly (Harold Huberman), George Cisar (George Ammen), Quintin Sondergaard (Dennis Carls), Jack Webb (tenente Joe Friday), Ben Alexander (sergente Frank Smith), George Fenneman (annunciatore in apertura), Hal Gibney (annunciatore in chiusura)

## The Big Red
- Diretto da:
- Scritto da:

### Trama
- Interpreti: Jack Webb (sergente Joe Friday), Coleman Francis, Dennis Moore, Dick Paxton, Joe Quinn, James Stone, George Fenneman (annunciatore in apertura), Hal Gibney (annunciatore in chiusura)